# 강릉최씨 동원군 종택
강릉최씨 동원군 종택(江陵崔氏 東原君 宗宅)은 대한민국 강원특별자치도 강릉시 주문진읍에 있는 건축물이다. 2005년 12월 30일 강원특별자치도의 문화재자료 제136호로 지정되었다.

## 개요
대문간채, 안채, 사랑채, 고간채에 의해 □자 배치형식을 하고 있으며 종가집으로써의 품위를 갖추고 있다. 일제시대 대정 7년(1918)과 8년에 건축되었으며 근대 전통한옥으로 분류된다. 안채는 전면 6칸 측면 2칸의 규모로서 측면은 안대청이 만들어지고 대청안에 안상방이 있다. 각방들은 사이의 장지문을 없애고 생활의 편리를 위하여 한칸으로 크게 사용하고 있으며 부엌도 현대식으로 개량하였다. 전면에 툇마루를 두었고 기단은 자연석 초벌쌓기 위에 장대석 기단을 놓았고 굴도리 5량가 팔작 한식기와지붕형식이다. 사랑채는 사랑대청과 사랑방+사랑방으로 구성되며 대청 옆의 사랑방에는 안채에서 출입하는 신발방이 있으며 이를 통하여 대청과 사랑방으로 들어온다. 이것은 근대에 남녀의 엄격한 구분과 유교적 개념이 적어지면서 안채에서 사랑으로 곧바로 출입하는 동선이 만들어지는 것이다.
또 다른 사랑아랫방은 뒤로 장지문 네짝을 통하여 연결되는 작은 방을 하나 더 가지고 있고 이곳은 다시 사랑부엌과 연결되어 안채와 바깥으로 출입할 수 있다. 장혀 굴도리이며 기둥은 높고 퇴청은 널판천정을 하고 벽체 상하부에는 머름을 두어 치장을 하고 있다. 장대석 초벌기단은 지대석에서 100mm 내밀기 쌓기를 하고 있다. 고가내는 이층 누다락 형식으로 높게 만들어져 이 집의 품격을 높이고 있다. 부엌과 맞닿은 곳에는 마루바닥의 찬방이 있어 음식의 보관, 조리의 준비 등을 위해 사용되고 있다. 이곳에 마주보는 마당 건너편에는 고간, 서녁방(누님방) 부엌의 별당 형식의 집이 한동 있다.
대문간채는 솟을 대문을 중앙에 두고 목방과 마굿간이 또 다른 쪽에는 교간과 고지까리간이 있었으나 지금은 일부 퇴락하였다. 넓은 터를 잡고 전통 근대 한옥으로써의 품격을 갖추고 있으나 그 당시의 모든 가옥들이 나타나는 특징으로 재목의 쓰임이 풍부하지 못한 것이 본 가옥에서도 나타나고 있다. 이러한 것은 일제의 수탈에 의한 경제적 어려움이 주거에 반영된 것으로서 조금의 아쉬움이 있다. 집터의 위치와 가옥의 배치에는 나무람이 없다.

## 참고 자료
- 강릉최씨동원군종택 - 국가유산청 국가유산포털